# Hello (Lionel Richie)
Hello is een nummer van Lionel Richie. Het is de derde single van Richies tweede studioalbum Can't Slow Down uit 1983. Op 13 februari 1984 werd het nummer op single uitgebracht.

## Achtergrond
De plaat is bij velen bekend door de zin "Hello, is it me you're looking for?". De gitaarsolo in het nummer werd verzorgd door Louis Shelton.
De plaat werd wereldwijd een grote hit. In Richies thuisland de Verenigde Staten behaalde de plaat de nummer 1-positie in de Billboard Hot 100. Ook in Canada, Australië, Nieuw-Zeeland, Ierland en het Verenigd Koninkrijk werd de nummer 1-positie bereikt. In Duitsland, Griekenland en Portugal werd de 2e positie bereikt.
In Nederland werd de plaat een gigantische hit in de destijds drie hitlijsten op de nationale publieke popzender Hilversum 3 en bereikte de nummer 1-positie in zowel de Nederlandse Top 40, Nationale Hitparade als de TROS Top 50. In de Europese hitlijst op Hilversum 3, de TROS Europarade, werd eveneens de nummer 1-positie bereikt
In België bereikte de plaat de nummer 1-positie In zowel de voorloper van de Vlaamse Ultratop 50 als de Vlaamse Radio 2 Top 30.
Sinds de allereerste editie in december 1999, staat de plaat onafgebroken genoteerd in de jaarlijkse NPO Radio 2 Top 2000 van de Nederlandse publieke radiozender NPO Radio 2, met als hoogste notering een 110e positie in 1999.

## Videoclip
In de bijbehorende videoclip speelt Richie een docent aan de universiteit die verliefd is op een blinde studente (gespeeld door een niet-blinde actrice, Laura Carrington). Zijn pogingen om contact met haar te zoeken lijken vergeefs totdat hij wordt verrast met een boetseerwerk dat naar zijn evenbeeld is gemaakt. In Nederland werd de videoclip destijds op televisie uitgezonden door de popprogramma's AVRO's Toppop, Countdown van Veronica en Popformule van de TROS.

## Covers en persiflages
Van Hello zijn diverse covers gemaakt; in Nederland werd het in het tv-programma Het gevoel van... als tweetalig duet opgevoerd waarbij Gerard Cox de Nederlandse tekstgedeelten voor zijn rekening nam ("Hallo, je krijgt liefde niet kado!"). Paul de Leeuw en Hans Kesting persifleerden in 2000 de videoclip in hun gezamenlijke tv-show Ouwe jongens bij de VARA op Nederland 3. Richie was destijds als gast aanwezig en verleende zijn medewerking aan een persiflage van Jimmy Fallon. In maart 2007 brengt Lionel Richie een hilarische versie van zijn grote hit na het inhaleren van helium uit een ballon voor de Duitse tv-show 'Wetten dass'.

## Hitnoteringen

### Nederlandse Top 40
| Hitnotering: 24-03-1984 t/m 16-06-1984 | Hitnotering: 24-03-1984 t/m 16-06-1984 | Hitnotering: 24-03-1984 t/m 16-06-1984 | Hitnotering: 24-03-1984 t/m 16-06-1984 | Hitnotering: 24-03-1984 t/m 16-06-1984 | Hitnotering: 24-03-1984 t/m 16-06-1984 | Hitnotering: 24-03-1984 t/m 16-06-1984 | Hitnotering: 24-03-1984 t/m 16-06-1984 | Hitnotering: 24-03-1984 t/m 16-06-1984 | Hitnotering: 24-03-1984 t/m 16-06-1984 | Hitnotering: 24-03-1984 t/m 16-06-1984 | Hitnotering: 24-03-1984 t/m 16-06-1984 | Hitnotering: 24-03-1984 t/m 16-06-1984 | Hitnotering: 24-03-1984 t/m 16-06-1984 | Hitnotering: 24-03-1984 t/m 16-06-1984 |
| Week                                   | 1                                      | 2                                      | 3                                      | 4                                      | 5                                      | 6                                      | 7                                      | 8                                      | 9                                      | 10                                     | 11                                     | 12                                     | 13                                     |                                        |
| -------------------------------------- | -------------------------------------- | -------------------------------------- | -------------------------------------- | -------------------------------------- | -------------------------------------- | -------------------------------------- | -------------------------------------- | -------------------------------------- | -------------------------------------- | -------------------------------------- | -------------------------------------- | -------------------------------------- | -------------------------------------- | -------------------------------------- |
| Nummer                                 | 40                                     | 20                                     | 5                                      | 1                                      | 1                                      | 1                                      | 1                                      | 2                                      | 3                                      | 8                                      | 15                                     | 25                                     | 34                                     | uit                                    |

### Nationale Hitparade
| Hitnotering: 31-03-1984 t/m 23-06-1984 | Hitnotering: 31-03-1984 t/m 23-06-1984 | Hitnotering: 31-03-1984 t/m 23-06-1984 | Hitnotering: 31-03-1984 t/m 23-06-1984 | Hitnotering: 31-03-1984 t/m 23-06-1984 | Hitnotering: 31-03-1984 t/m 23-06-1984 | Hitnotering: 31-03-1984 t/m 23-06-1984 | Hitnotering: 31-03-1984 t/m 23-06-1984 | Hitnotering: 31-03-1984 t/m 23-06-1984 | Hitnotering: 31-03-1984 t/m 23-06-1984 | Hitnotering: 31-03-1984 t/m 23-06-1984 | Hitnotering: 31-03-1984 t/m 23-06-1984 | Hitnotering: 31-03-1984 t/m 23-06-1984 | Hitnotering: 31-03-1984 t/m 23-06-1984 | Hitnotering: 31-03-1984 t/m 23-06-1984 |
| Week                                   | 1                                      | 2                                      | 3                                      | 4                                      | 5                                      | 6                                      | 7                                      | 8                                      | 9                                      | 10                                     | 11                                     | 12                                     | 13                                     |                                        |
| -------------------------------------- | -------------------------------------- | -------------------------------------- | -------------------------------------- | -------------------------------------- | -------------------------------------- | -------------------------------------- | -------------------------------------- | -------------------------------------- | -------------------------------------- | -------------------------------------- | -------------------------------------- | -------------------------------------- | -------------------------------------- | -------------------------------------- |
| Nummer                                 | 10                                     | 1                                      | 1                                      | 1                                      | 2                                      | 2                                      | 2                                      | 5                                      | 8                                      | 15                                     | 15                                     | 23                                     | 43                                     | uit                                    |

### NPO Radio 2 Top 2000
| Nummer met noteringen in de NPO Radio 2 Top 2000 | '99 | '00 | '01 | '02 | '03 | '04 | '05 | '06 | '07 | '08 | '09 | '10 | '11 | '12 | '13 | '14 | '15 | '16  | '17  | '18  | '19  | '20  | '21  | '22  | '23  | '24  |
| ------------------------------------------------ | --- | --- | --- | --- | --- | --- | --- | --- | --- | --- | --- | --- | --- | --- | --- | --- | --- | ---- | ---- | ---- | ---- | ---- | ---- | ---- | ---- | ---- |
| Hello                                            | 110 | 267 | 351 | 430 | 480 | 305 | 550 | 489 | 694 | 483 | 666 | 665 | 682 | 753 | 905 | 894 | 912 | 1044 | 1023 | 1191 | 1082 | 1095 | 1239 | 1448 | 1388 | 1559 |

1. ↑  Een vetgedrukt getal geeft de hoogste notering aan.